# 가상 주소

전산학에서 가상 주소(假想 住所, Virtual Address)는 가상적인 개체를 인식하는 주소로서, 논리 주소(論理 住所, Logical Address)라고도 하며, 실주소(물리 주소)의 반대개념이다. 가상 메모리나 가상 네트워크 주소와 관련된 용어이다.

## 가상메모리에서의 가상 주소
프로세스의 관점에서 사용하는 주소이며, 운영체제가 제공하는 가상 주소 공간에 대한 주소이다.

## 가상주소 양식
일반적으로 이차원적 형태이다.
- 블록사상에서의 가상주소 양식

```
예 : 주소 v = ( 블록번호 b, 변위 d )
```

- 세그먼테이션기법에서의 가상주소 양식

각 세그먼트는 고유한 명칭과 길이를 가진다.
```
예 : 주소 v = ( 세그먼트번호 s, 변위 d )
```

## 같이 보기
- 가상 주소 공간
- 페이지 테이블
- 실주소